# Њу Вилмингтон (Пенсилванија)
Њу Вилмингтон (енгл. New Wilmington) град је у америчкој савезној држави Пенсилванија.

## Демографија
По попису из 2010. године број становника је 2.466, што је 14 (0,6%) становника више него 2000. године.
| Група             | 2000.         | 2010.         |
| Белци             | 2.402 (98,0%) | 2.384 (96,7%) |
| Афроамериканци    | 14 (0,6%)     | 30 (1,2%)     |
| Азијати           | 11 (0,4%)     | 9 (0,4%)      |
| Хиспаноамериканци | 11 (0,4%)     | 22 (0,9%)     |
| Укупно            | 2.452         | 2.466         |